# サマリア (映画)
『サマリア』（原題：사마리아、英第：Samaria）は、2004年公開の韓国映画。キム・ギドク監督作品。
第54回ベルリン国際映画祭で銀熊賞（監督賞）を受賞した。

## ストーリー
ヨーロッパ旅行に行くお金を集めるために、チャットで知り合った男たちと援助交際をする女子高生ヨジン（カク・チミン）とジェヨン（ソ・ミンジョン）。
ヨジンが ジェヨンのフリをして男たちとチャットをし、電話をかけて会う約束をすると、ジェヨンがラブホテルで男たちと会って援助交際をする。ジェヨンが男たちに会っている間、ヨジンは外で待つ。
顔も知らない男たちと会ってセックスをしながらも、常に笑顔を失わないジェヨン。ヨジンは男たちとの出逢いとセックスに意味を付与するジェヨンを理解できない。お金を与えて女子高生の体を買う男たちは、ヨジンにとって皆汚くて不潔な存在だ。
そんなある日、ラブホテルで男と会っていたジェヨンは、突然押し入った警察から逃げようとして窓から落ち、死んでしまう。ジェヨンの死に大きな衝撃を受けたヨジンは、ジェヨンを追悼するために、手帳に記された男たちを順に訪ねて行く。援助交際でジェヨンがもらったお金をヨジンが順に返し、男たちは逆に安らぎを与えられる。
男たちと寝た後、男たちを篤実な仏教信者として率いたインドのパスミルダのように、ヨジンもまた、関係を結んだ男たちを順に浄化してい く。
刑事ヨンギ（イ・オル）は、事件現場で偶然に自分の娘ヨジンが男と一緒にラブホテルにいるところを目撃する。妻と死別し、娘と二人で暮らしてきたヨンギ。娘の行動は、途方もない衝撃としてヨンギに迫り、彼はヨジンを尾行し始める。

## キャスト
- ヨジン：クァク・チミン（日本語吹き替え：坂本真綾）
- チェヨン：ハン・ヨルム（日本語吹き替え：永田亮子）
- ヨンギ（ヨジンの父）：イ・オル（日本語吹き替え：原康義）
- セールスマン：クォン・ヒョンミン
- ミュージシャン：オ・ヨン
- イム・ギュノ
- イ・ジョンギル

## 受賞・ノミネート
| 映画祭             | 部門            | 対象         | 結果       |
| ------------------ | --------------- | ------------ | ---------- |
| ベルリン国際映画祭 | 金熊賞          | キム・ギドク | ノミネート |
| ベルリン国際映画祭 | 銀熊賞 (監督賞) | キム・ギドク | 受賞       |